# Confédération internationale des accordéonistes
Pour les articles homonymes, voir Cité des arts et CIA (homonymie).
La Confédération internationale des accordéonistes (désignée par l'acronyme CIA), est une association musicale fondée en 1935 à Paris par trois pays, la France, l'Allemagne et la Suisse sous l'appellation Association Internationale des Accordeonistes.
L'Association Internationale des Accordeonistes est reconstituée en 1948 sous l'appellation Confédération Internationale des Accordéonistes (CIA) et dont le siège est situé à Ikaalinen, en Finlande, membre du Conseil international de la musique (CIM) (IMC-UNESCO), consacrée à l'accordéon.

## Histoire
En 1935, trois pays, la France, l'Allemagne et la Suisse, créaient l'Association Internationale des Accordeonistes basée à Paris.
Après la deuxième guerre mondiale, en 1948, elle se reconstitue sous l'appellation Confédération Internationale des Accordéonistes (CIA) et dont le siège est situé à Ikaalinen, en Finlande.
Le 6 mai 2009, l'association fête les 180 ans de l'invention de l'accordéon, dont le brevet a été déposé le 6 mai 1829.

## Compétitions organisées par la CIA

### Concours international
De 1936 à 1937, la Confédération internationale des accordéonistes organise au Moulin de la Galette à Paris, les premiers championnats du monde d'accordéon sous le nom de Concours International de l’Accordéon, sous le patronage du quotidien Le Petit Parisien. L'édition de 1936 est remporté par Jo Privat devant André Lips et celle de 1937, par André Beauvois devant Yvette Horner et Freddy Balta.

### Championnat du monde
En 1938, la Confédération internationale des accordéonistes renomme le Concours international d'accordéon en championnat du monde d'accordéon et dont la première édition se déroule le 11 juin 1938 au Moulin de la Galette à Paris et qui est présidé par le Français Robert Bréard, le Suisse Adolphe Oehrli et le Belge Henri Bastien. Le vainqueur est Freddy Balta devant André Lips,,,,,.

### Coupe mondiale
La Confédération internationale des accordéonistes relance en 1948, la compétition sous le nom de Coupe mondiale d'accordéon et à l'issue de l'édition de 1961, une coupe d'or, une coupe d'argent et une coupe de bronze sont remises aux trois premiers.